# Pacifico Valussi
Pacifico Valussi (Talmassons, Udine 1813-1893) fou un matemàtic, periodista i polític liberal friülès, fundador dels diaris Il Friüli (1851), L'Annotatore Furlano i Giornale di Udine (1865-1866), tots ells de caràcter patriòtic italià, però amb respecte per les particularitats regionals, influïts pel federalisme de Carlo Cattaneo, raó per la qual criticava el centralisme piemontès.
A més, fundaria en 1859 el grup Perseveranza, que proposava la constitució d'una Confederació de Països Danubians sota comandament italià. Participà en la revolució de 1848 i fou una figura important del Risorgimento.